# Radio Televisión Serbia
Radio Televisión Serbia  (en cirílico: PTC - Радио Телевизија Србије; Radio-televizija Srbije) es la empresa de radiodifusión pública de Serbia, con sede en Belgrado.
Los orígenes de RTS se encuentran en Radiotelevisión de Belgrado (RTB, Radio-televizija Beograd), fundada en 1958 y parte integral de la Radio Televisión Yugoslava. En los años 1990, cuando se produjo la disolución de Yugoslavia, el gobierno de la nueva República de Serbia tomó el control de las radiodifusoras de Belgrado, Pristina y Novi Sad para crear una nueva empresa estatal, la RTS. En el año 2000 las emisoras de Pristina y Novi Sad recuperaron su autonomía, por lo que el ámbito de RTS quedó limitado a Serbia.
Actualmente RTS gestiona cuatro emisoras de radio, tres canales de televisión, un canal internacional, una discográfica y un servicio de transmisión por internet.
RTS es miembro de la Unión Europea de Radiodifusión desde 2001.

## Historia

### Radiotelevisión de Belgrado (1929-1992)

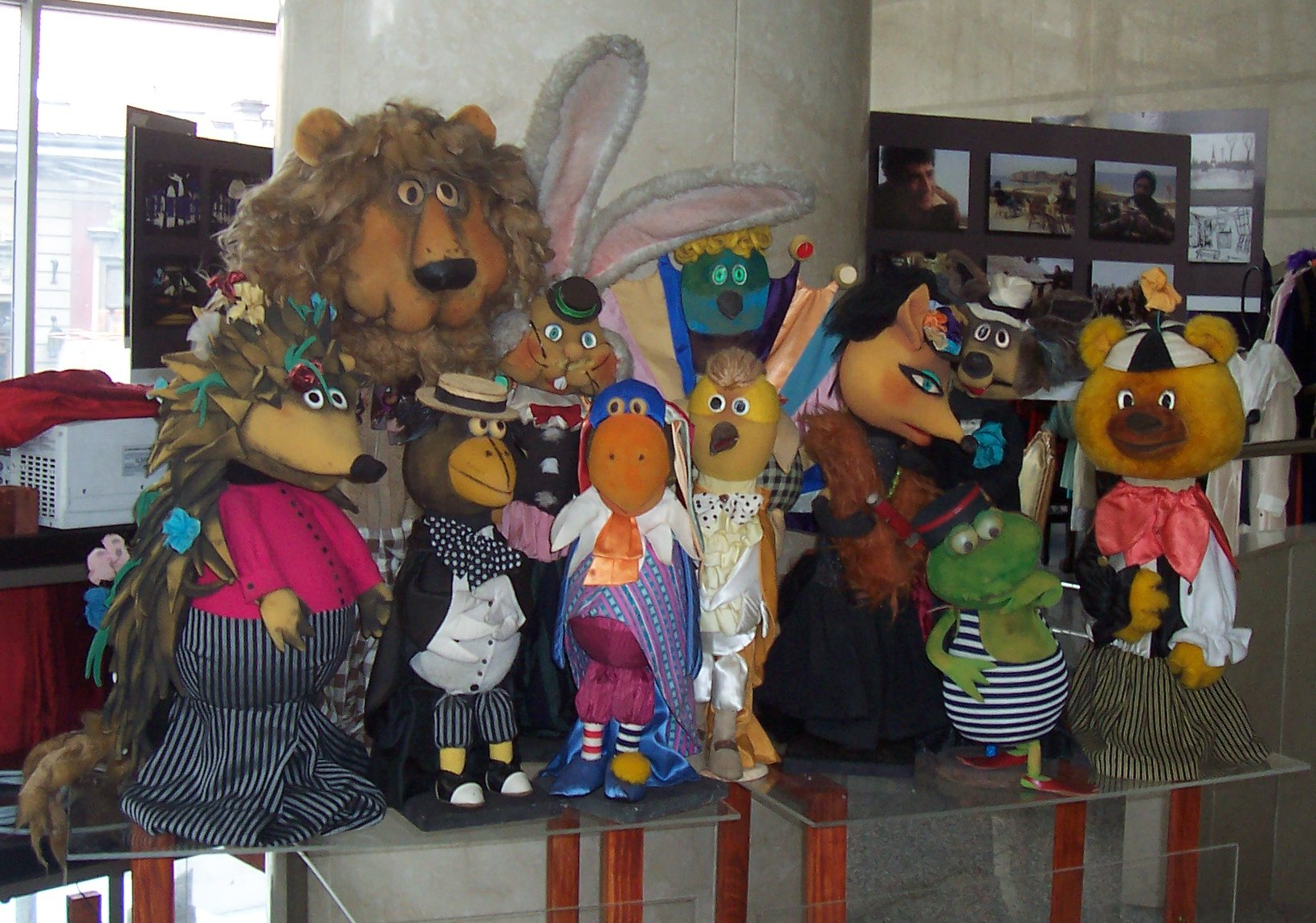
Títeres de Laku noć, deco (1989).

«Radio Belgrado» comenzó su programación regular el 24 de marzo de 1929 como la primera emisora nacional de Serbia, si bien las primeras emisiones de radio tuvieron lugar el 1 de octubre de 1924. Del mismo modo, en 1938 ya se hicieron algunas pruebas experimentales de televisión. Radio Belgrado se desarrolló con normalidad hasta el 6 de abril de 1941, cuando sus instalaciones fueron destruidas durante el bombardeo de Belgrado por la aviación alemana en la llamada Operación Castigo. La emisora permaneció bajo control alemán durante tres años, hasta que los partisanos yugoslavos de Josip Broz Tito la liberaron en 1944.
Durante la época de la República Federal Socialista de Yugoslavia, Radio Belgrado se convirtió en una de las emisoras más influyentes del nuevo estado. Y al igual que otras radiodifusoras, el gobierno federal aprobó la puesta en marcha de un canal de televisión para Serbia, «Televisión de Belgrado», dentro de la Radio Televisión Yugoslava (JRT). Durante un breve tiempo emitió en pruebas algunos contenidos de la televisión de Zagreb, hasta que el 23 de agosto de 1958 comenzaron las emisiones regulares desde la Feria de Belgrado. Desde entonces la filial pasó a llamase «Radiotelevisión de Belgrado» (RTB, Radio-televizija Beograd).
Dentro de la JRT, la RTB era uno de los centros de producción que más contenidos aportaba, siendo especialmente populares sus concursos, retransmisiones deportivas e informativos (Dnevnik). La cobertura de RTB ya cubría todo el territorio serbio en la década de 1970, por lo que el gobierno yugoslavo aprobó en 1975 la creación de dos empresas independientes para Kosovo (RTV Pristina) y Voivodina (RTV Novi Sad). En ese tiempo también se desarrolló un segundo canal de televisión en color bajo sistema PAL (TVB 2, 1971) e incluso un tercero para jóvenes (TVB 3, 1989).

### RTS en Yugoslavia (1992-2001)

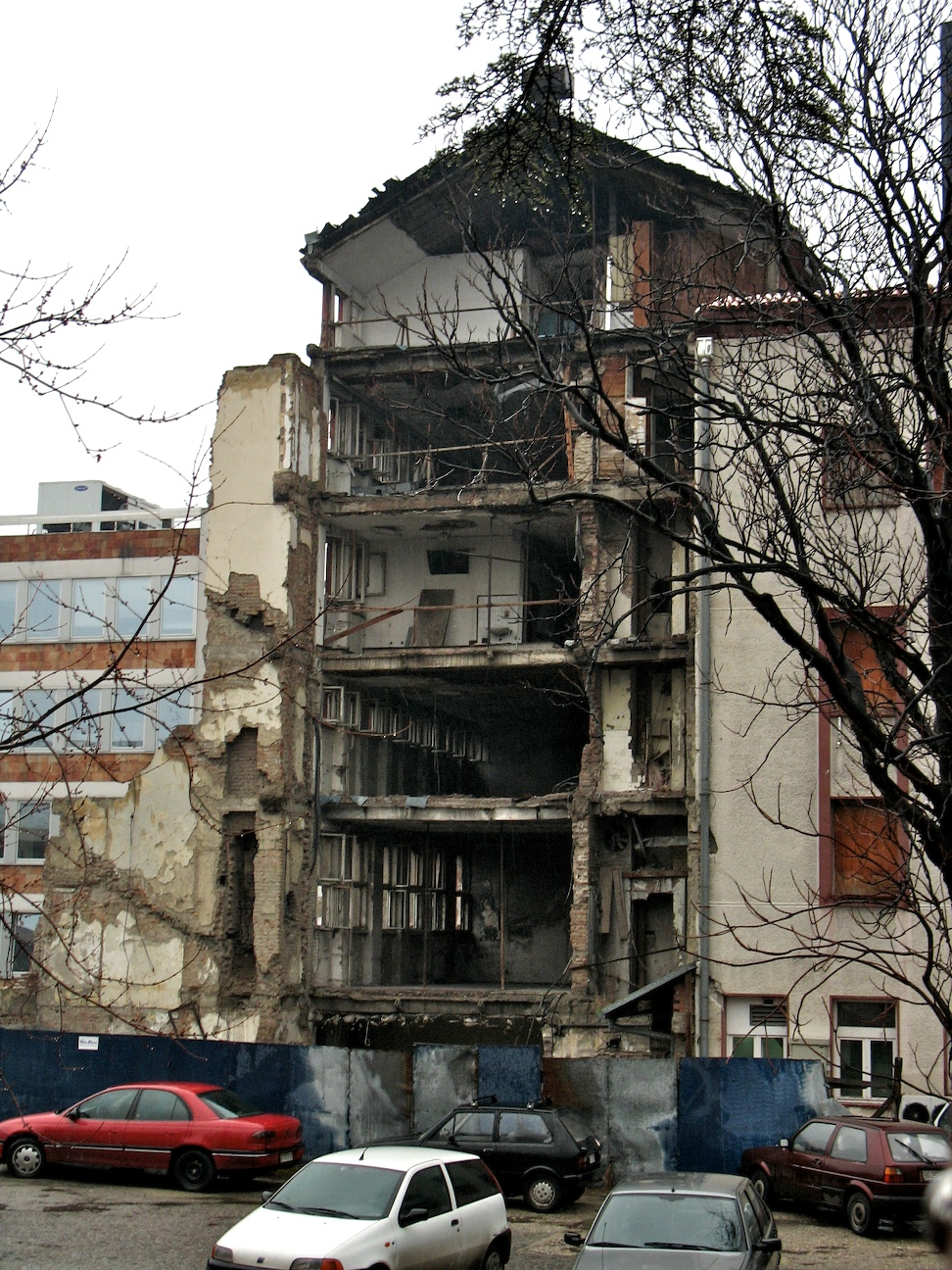
Sede de la RTS destruida tras el bombardeo de la OTAN

El futuro de RTV Belgrado quedó marcado por dos acontecimientos: la disolución de Yugoslavia, que supuso la desaparición de la Radio Televisión Yugoslava, y el ascenso al poder del serbio Slobodan Milošević. El nuevo dirigente de la República de Serbia, integrada en la República Federal de Yugoslavia, decidió unificar en 1992 las radiodifusoras públicas de Belgrado, Pristina y Novi Sad en una compañía estatal, la «Radiotelevisión Serbia» (RTS, Radio-televizija Srbije). Durante esa época se produjeron avances como la implantación del teletexto, la creación del departamento gráfico y las emisiones por satélite a través del Eutelsat (1991).
La RTS atravesó una crisis aguda en la década de 1990 como consecuencia de la falta de recursos económicos, la aparición de medios privados (Pink TV y B92) y sobre todo la utilización política de la empresa durante el mandato autoritario de Milošević, motivo por el cual muchos periodistas críticos fueron despedidos. Las denuncias aumentaron durante la Guerra de Kosovo (1999); en virtud de la ley marcial, la RTS era el único medio autorizado para emitir informativos y los canales privados debían conectarse a su señal.
En la madrugada del 23 de abril de 1999, durante la campaña de bombardeos de la OTAN sobre Yugoslavia, la sede de la RTS en Belgrado fue bombardeada por la OTAN y parcialmente destruida. Durante el ataque fallecieron 16 personas y hubo 18 heridos, todos ellos técnicos serbios; dentro del edificio no había periodistas ni directivos. La idea de la OTAN era silenciar la «voz de la propaganda de Milosevic», pero 24 horas más tarde la RTS volvió a emitir desde una localización secreta. El ex director general de RTS, Dragoljub Milanovic, fue sentenciado en 2002 a diez años de prisión por un delito grave contra la seguridad pública por no tomar medidas preventivas para proteger a los empleados y equipos, a pesar de que había evidencias suficientes de que el edificio podía ser bombardeado.
Finalmente, el 5 de octubre de 2000 se produjeron una serie de protestas en Yugoslavia que acabaron con la expulsión de Milošević del poder y el restablecimiento de la democracia. La revuelta fue conocida como «revolución buldócer» porque uno de los manifestantes utilizó un buldócer para irrumpir por la fuerza en la sede de la RTS en Belgrado. Durante unos días el servicio fue renombrado Novi RTS.

### Situación actual

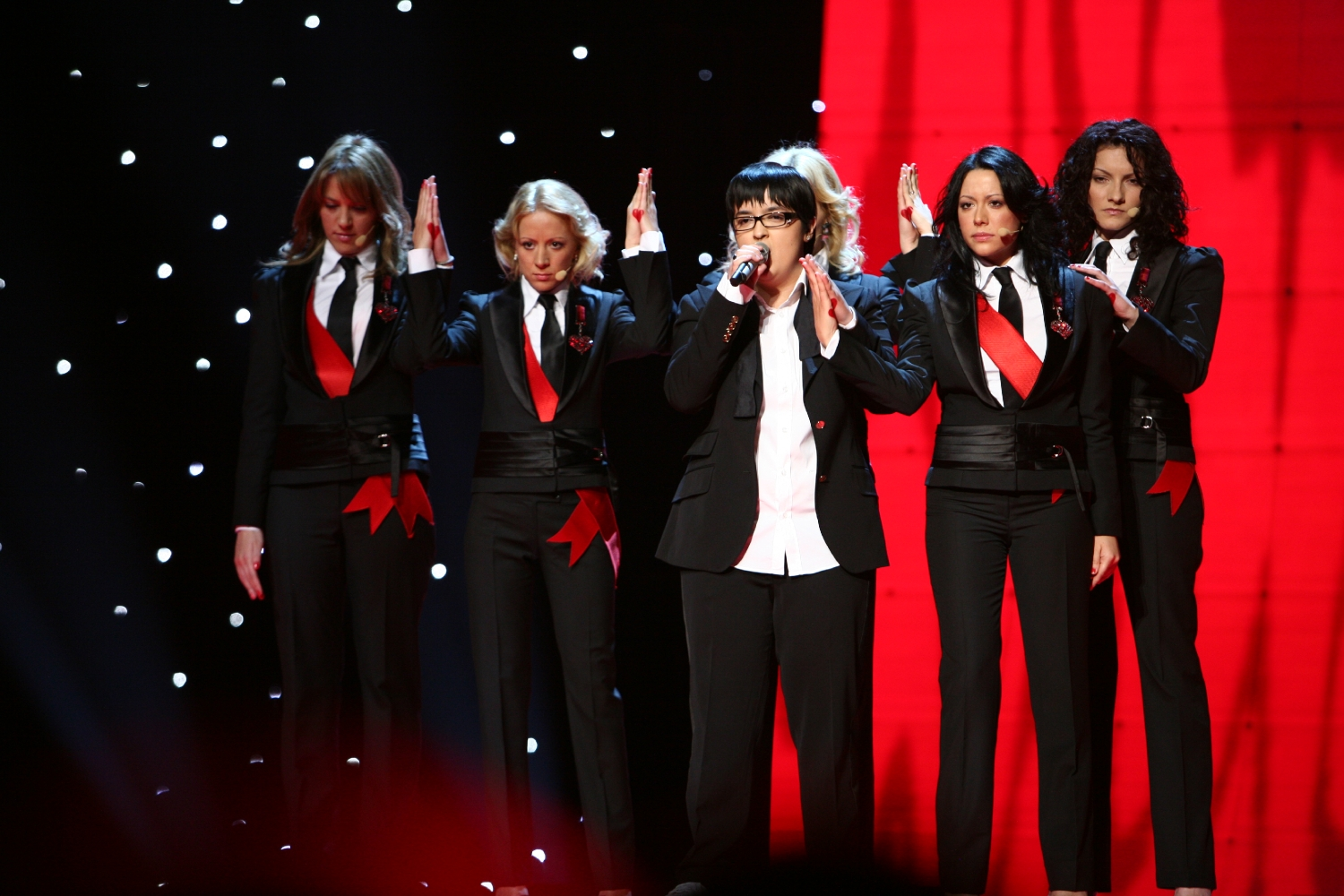
Marija Šerifović, ganadora del Festival de la Canción de Eurovisión 2007.

Después de la caída de Milošević, el nuevo gobierno estableció una ambiciosa reforma de la RTS mediante una nueva Ley Audiovisual, cambios en los servicios informativos y la recuperación de empleados despedidos durante la etapa anterior. De igual modo, se había creado un departamento de archivos audiovisuales para recuperar y digitalizar todos los documentos dañados.
En 2001 la RTS ingresó como miembro de la Unión Europea de Radiodifusión junto con la Radio Televisión de Montenegro (RTCG), lo que suponía el reconocimiento definitivo de todos los estados exyugoslavos en la organización.
Por otro lado, tanto Pristina como Novi Sad pasaron a contar con sus propias radiodifusoras, tal y como había sucedido durante la etapa yugoslava. En Kosovo se había creado en 2001 una nueva empresa, Radio y Televisión de Kosovo. Por otro lado, después de la ruptura definitiva de Serbia y Montenegro en 2006, el gobierno regularizó el sector audiovisual con dos nuevos servicios: uno para la región histórica de Serbia (RTS) y otro nuevo para la provincia autónoma de Voivodina (RTV, Radio-Televizija Vojvodine).
Uno de los acontecimientos más importantes en la historia de RTS fue la victoria de Marija Šerifović con Molitva en el Festival de Eurovisión 2007. La canción recibió el apoyo mayoritario del resto de estados exyugoslavos, algo que fue interpretado como una superación de los conflictos pasados en la región. Serbia organizó la edición de 2008 en Belgrado y la RTS comenzó a emitir ese mismo año en alta definición.

## Servicios

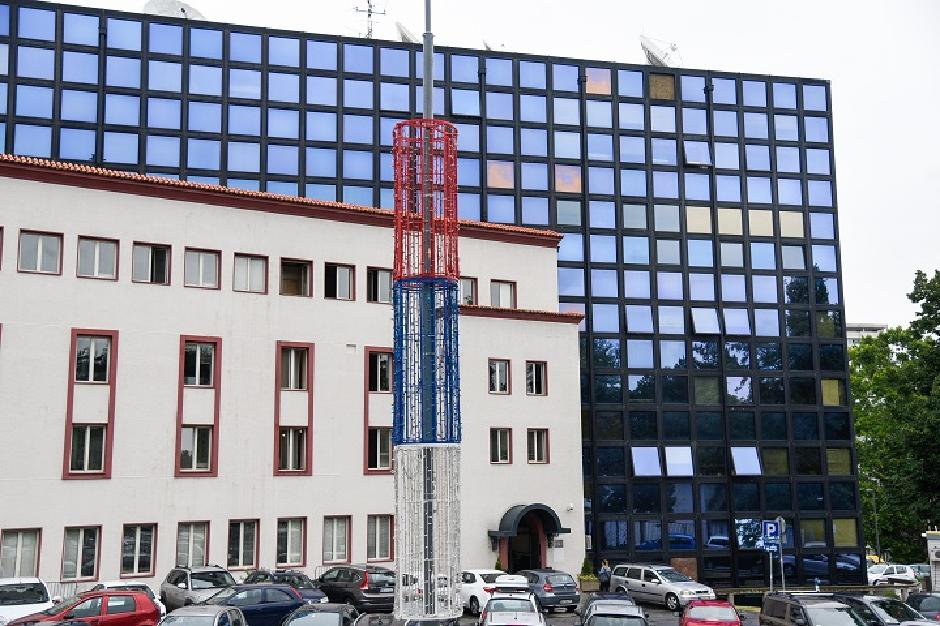
Sede de RTS en Belgrado.

### Radio
- Radio Beograd 1: Primera emisora de radio de Serbia, cuyas emisiones comenzaron en 1929. Ofrece una programación generalista.
- Radio Beograd 2: Centrada en programación cultural, emite desde las 5:00 hasta las 20:00. Comparte su frecuencia con Radio Beograd 3.
- Radio Beograd 3: Especializada en música clásica, jazz y programas satíricos. Emite desde las 20:00 hasta las 5:00 y comparte frecuencia con Radio Beograd 2.
- Beograd 202: Emisora juvenil y musical, enfocada en el área metropolitana de Belgrado.

### Televisión
- RTS 1: Primer canal de televisión de Serbia. Su programación es generalista y se centra en informativos, ficción, producciones extranjeras y acontecimientos especiales.
- RTS 2: Segundo canal con programación de servicio público y espacios alternativos.
- RTS 3: Canal dedicado a la cultura y artes escénicas, anteriormente llamado RTS Digital.
- RTS Svet: Versión internacional de RTS, dirigida a la diáspora serbia. Lanzado en 1990, anteriormente llamado RTS Satelit y RTS Sat.